# La Estancita, Ameca
La Estancita är en ort i Mexiko.   Den ligger i kommunen Ameca och delstaten Jalisco, i den centrala delen av landet, 500 km väster om huvudstaden Mexico City. La Estancita ligger 1 250 meter över havet och antalet invånare är 155.
Terrängen runt La Estancita är varierad. Runt La Estancita är det ganska tätbefolkat, med 70 invånare per kvadratkilometer. Närmaste större samhälle är Ameca, 4,3 km sydväst om La Estancita. Trakten runt La Estancita består till största delen av jordbruksmark.